# Josyf Milan
Josyf Milan MSU (ur. 6 lipca 1956 w Dobrzanyach) – ukraiński biskup obrządku bizantyjsko-ukraińskiego, biskup pomocniczy Kijowa od 2009.

## Życiorys
W 1983 złożył śluby zakonne w zakonie studytów. Święcenia kapłańskie otrzymał 30 grudnia 1984 z rąk Wołodymyra Sterniuka. Pracował w wielu klasztorach na terenie Ukrainy, był także szefem komisji Synodu Kościoła bizantyjsko-ukraińskiego ds. młodzieży. W 2008 został proboszczem soboru katedralnego w Kijowie.
W 2009 został wybrany biskupem pomocniczym archieparchii kijowskiej. 16 kwietnia 2009 papież Benedykt XVI zatwierdził ten wybór i nadał mu stolicę tytularną Drusiliana. Chirotonii biskupiej udzielił mu 18 czerwca 2009 abp Jan Martyniak.